# Centennial Exposition

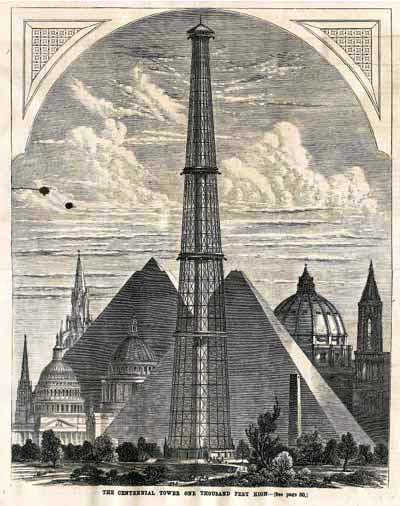
De Centennial Tower, een 300 meter hoge toren die gepland stond voor de tentoonstelling, maar nooit is gebouwd

De Centennial Exposition, ook bekend als International Exhibition of Arts, Manufactures and Products of the Soil and Mine, was een wereldtentoonstelling, die in 1876 plaatsvond in Philadelphia in de Verenigde Staten. Het Bureau International des Expositions heeft de tentoonstelling achteraf erkend als de 6e universele wereldtentoonstelling en daarmee als eerste officiële wereldtentoonstelling in de Verenigde Staten. De tentoonstelling diende ter viering van het feit dat precies 100 jaar eerder de Amerikaanse Onafhankelijkheidsverklaring werd getekend.
De tentoonstelling vond plaats in Fairmount Park, langs de Schuylkill. De indeling van het landgoed voor de tentoonstelling werd ontwikkeld door Hermann Schwarzmann. Er kwamen ongeveer 10 miljoen bezoekers naar de tentoonstelling.

## Voorbereiding

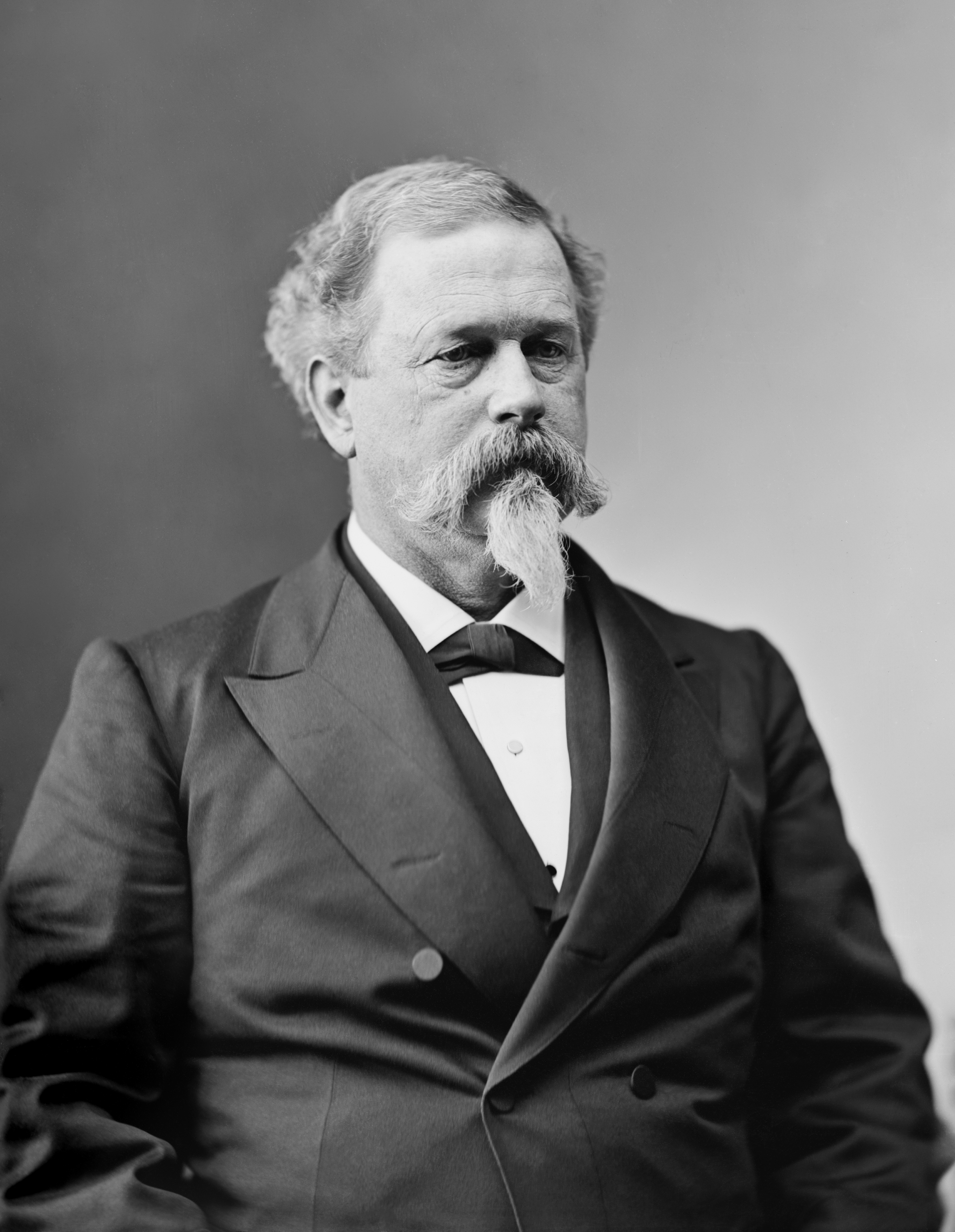
Joseph R. Hawley

Het idee voor de Centennial Exposition kwam van John L. Campbell, een professor in wiskunde, natuurfilosofie en astronomie. In december 1866 stelde hij de burgemeester van Philadelphia voor om het 100-jarig jubileum van de Amerikaanse onafhankelijkheid te vieren met een wereldtentoonstelling. Aanvankelijk stuitte het idee op verzet, met name uit angst dat de financiering niet zou kunnen worden geregeld. Ondanks deze kritiek werd het plan doorgezet.
Het Franklin Institute was een van de eerste instellingen die zich met de tentoonstelling ging bezighouden. In januari 1870 besloot de gemeenteraad van Philadelphia dat de tentoonstelling mocht plaatsvinden in Fairmount Park. Daniel Johnson Morrell regelde dat er een wetsvoorstel werd ingediend om een commissie te vormen die de tentoonstelling zou organiseren. Dit voorstel werd aangenomen op 3 maart 1871.
Een jaar later, op 3 maart 1872, werd de commissie opgericht onder leiding van Joseph R. Hawley. De commissie bestond uit afgevaardigden van elke staat en territorium van de Verenigde Staten. Op 1 juni 1872 werd een organisatie opgericht om sponsoren te vinden voor de tentoonstelling. John Welsh, die ook betrokken was bij de financiering van de Great Sanitary Fair in 1864, werd benoemd tot voorzitter van deze organisatie.
Philadelphia schonk zelf een bedrag van 1.5 miljoen dollar. Elizabeth Duane Gillespie richtte een tweede comité op van uitsluitend vrouwen, dat 30.000 dollar bij elkaar wist te krijgen voor de tentoonstelling.
In totaal werden er meer dan 200 gebouwen neergezet op het terrein. Architect Henry Pettit en monteur Joseph M. Wilson werden benaderd om de primaire gebouwen voor de tentoonstelling te ontwerpen. Het grootste gebouw werd in 18 maanden gebouwd met behulp van vooraf gemaakte onderdelen.
Om de vele bezoekers aan te kunnen, werden extra hotels gebouwd vlak bij het park van de tentoonstelling. Tevens werden extra tramlijnen aangelegd en liet de Pennsylvania Railroad speciale treinen naar het park rijden vanuit Philadelphia's Market Street, New York, Baltimore en Pittsburgh.
26 staten hadden hun eigen gebouwen op de tentoonstelling. Tevens hadden veel landen een eigen gebouw.

## Tentoonstellingen
Op de Centennial Exposition werden nieuwe technieken en uitvindingen gepresenteerd, waaronder de Corliss Stoommachine. Pennsylvania Railroad toonde het publiek de John Bull stoomlocomotief, welke oorspronkelijk was gebouwd in 1831. Waltham Watch Company toonde de eerste machine voor het maken van schroeven.
Enkele huishoudelijke producten die voor het eerst te zien waren op de tentoonstelling zijn:
- Alexander Graham Bells telefoon
- Remington Typographic Machine (typemachine)
- Heinz Ketchup
- Wallace-Farmer Elektrische Dynamo
- Hires Root Beer

## Afbeeldingen

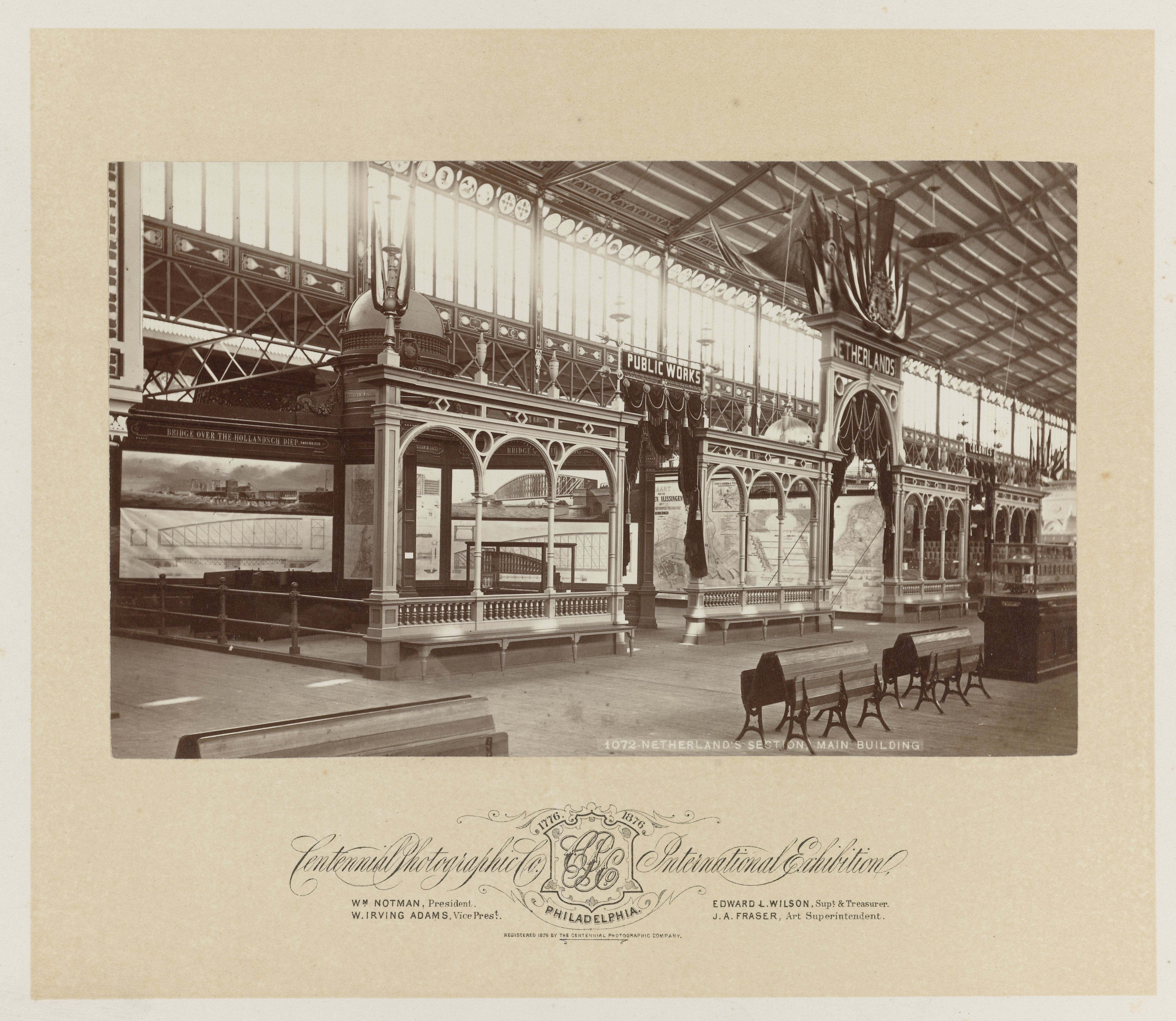
Façade van het Nederlandse paviljoen in het Hoofdgebouw
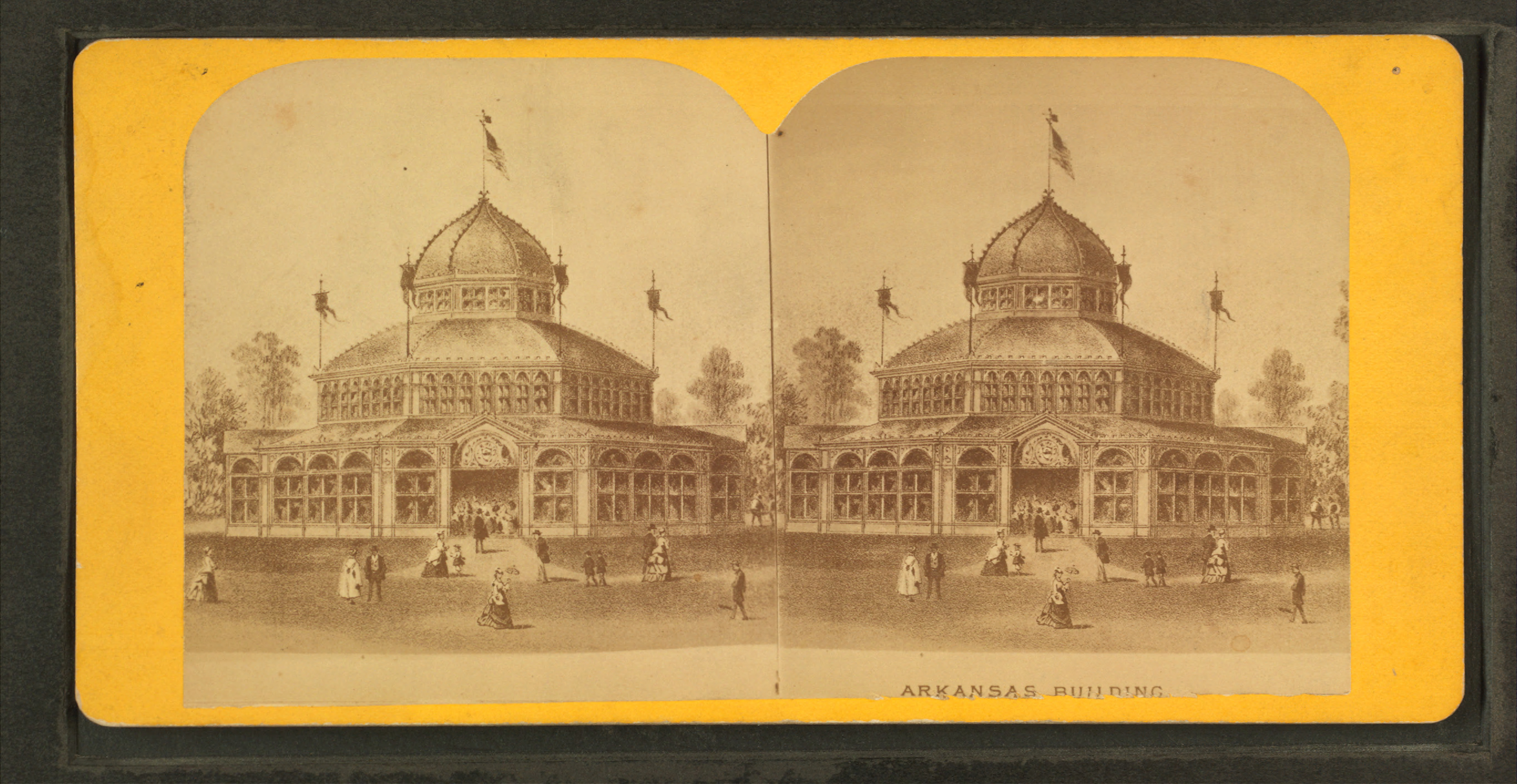
Arkansas-gebouw
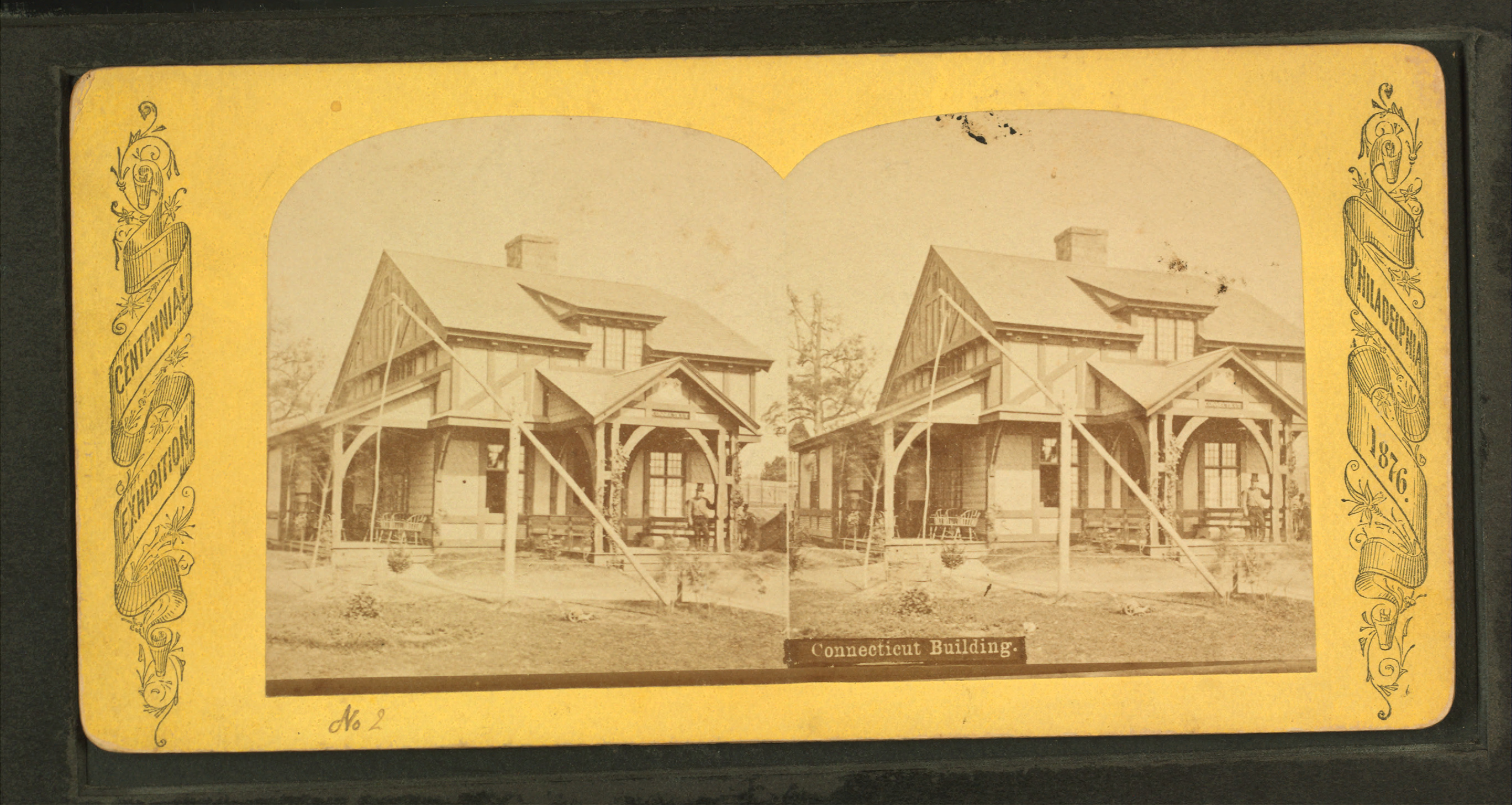
Connecticut-gebouw
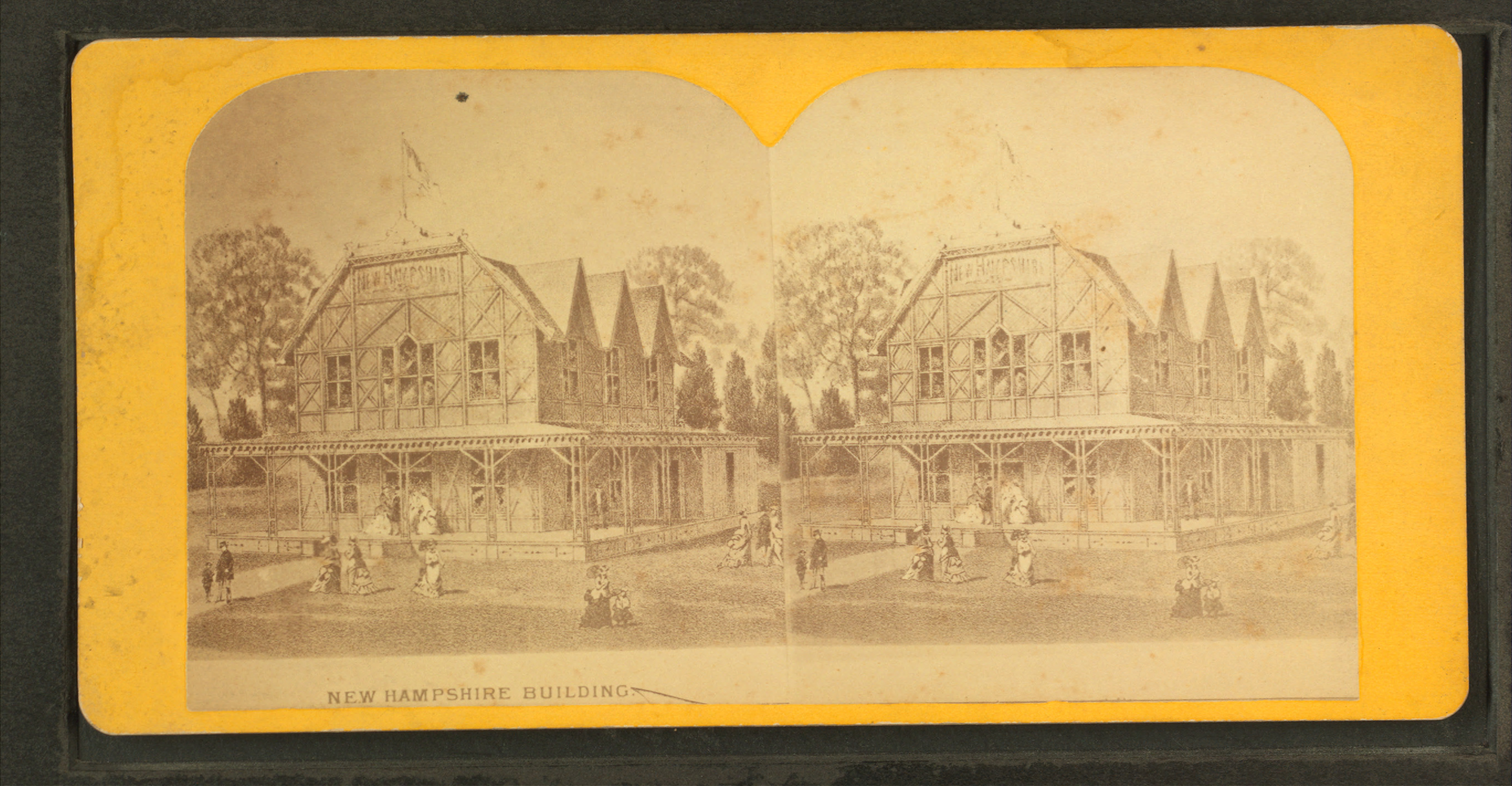
New Hampshire-gebouw
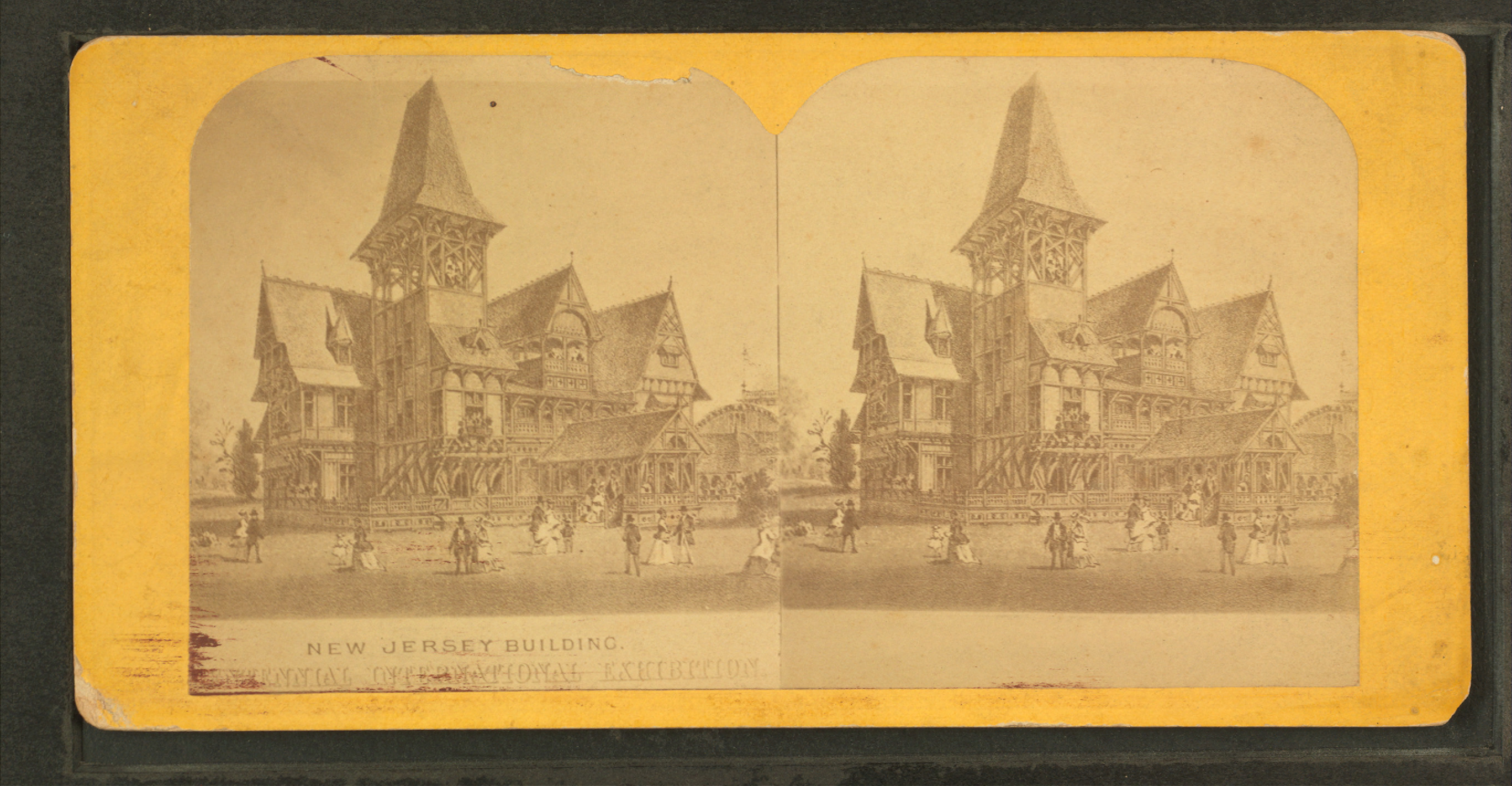
New Jersey-gebouw
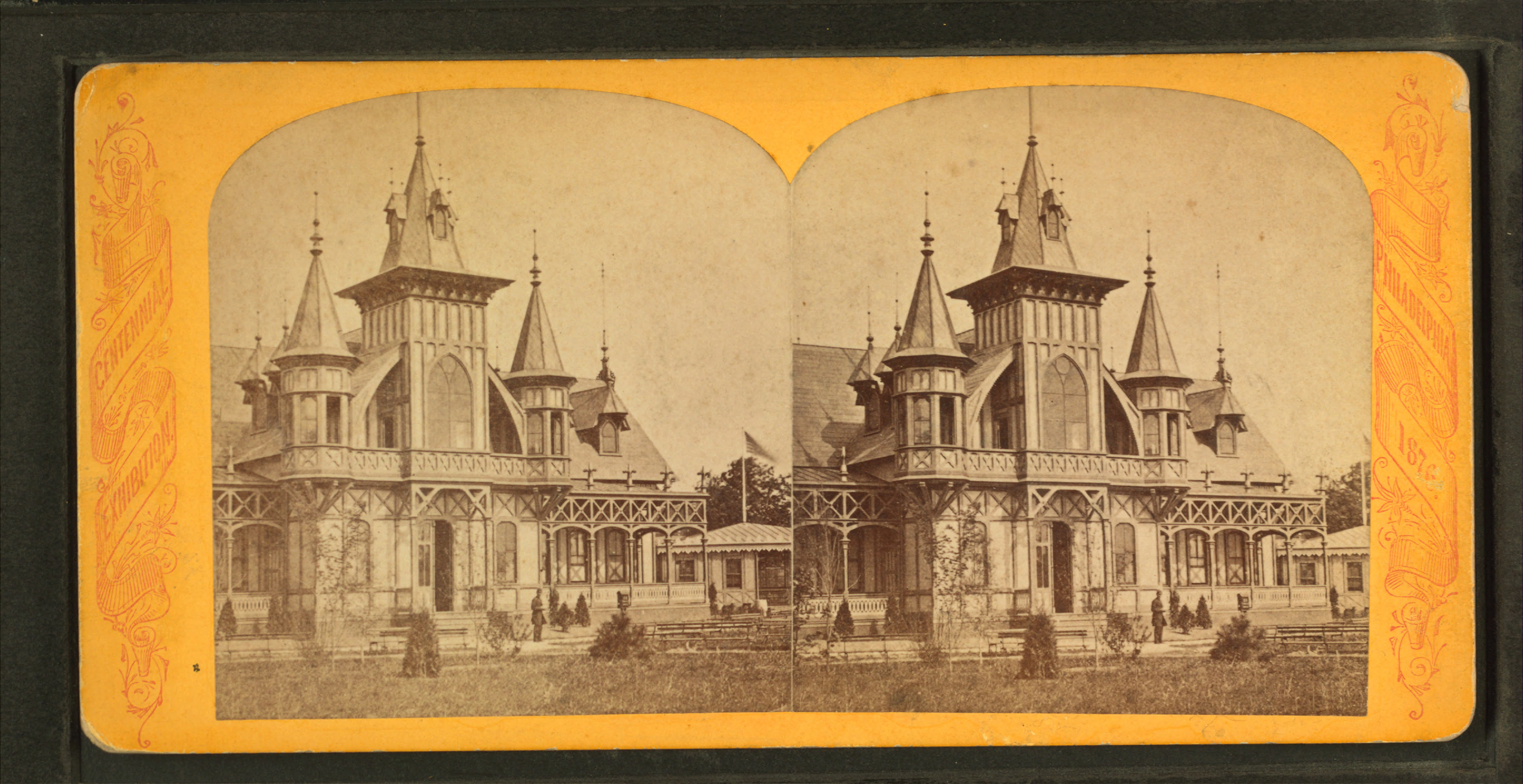
Pennsylvania-gebouw
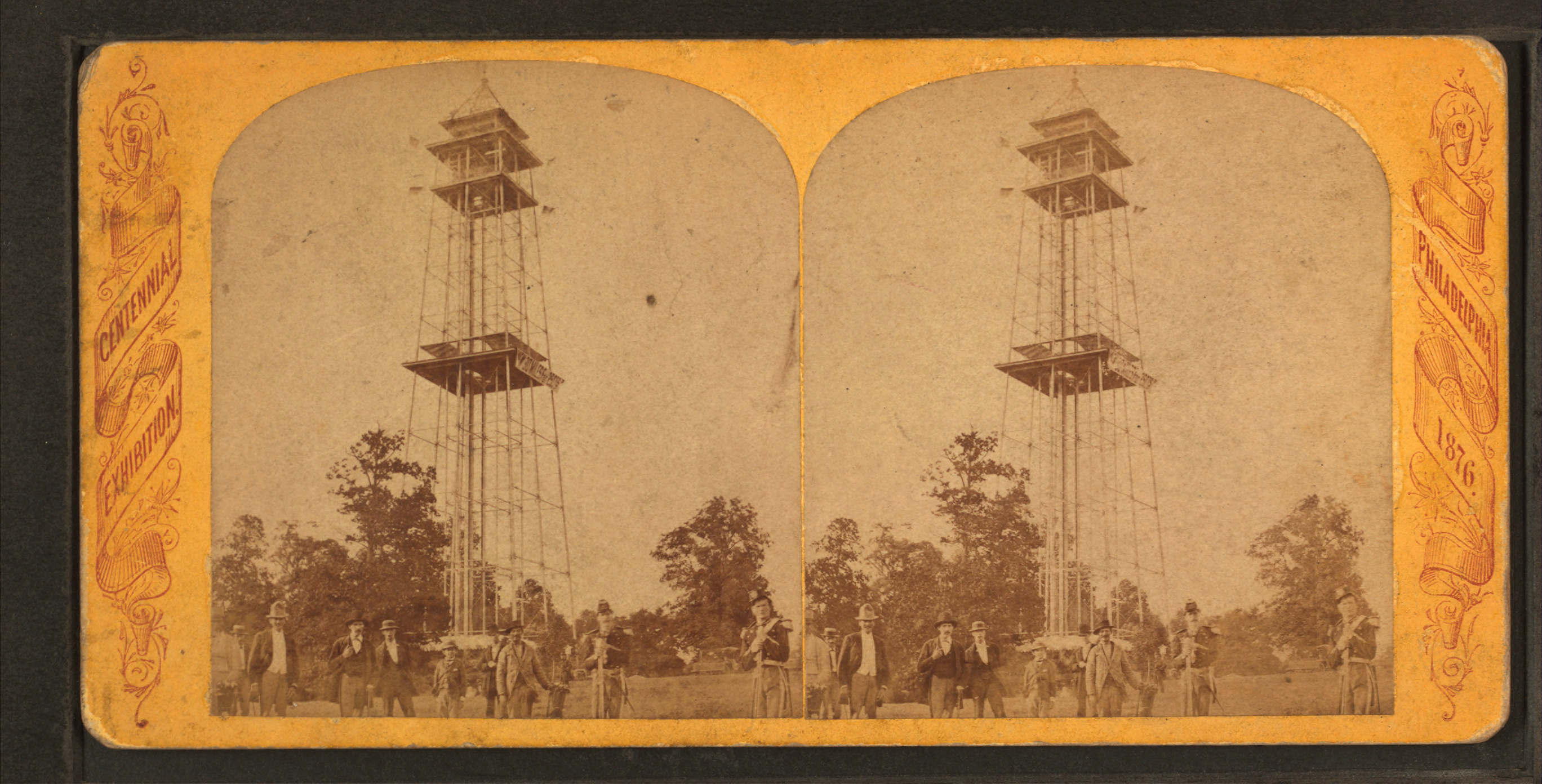
Observatorium op George's Hill
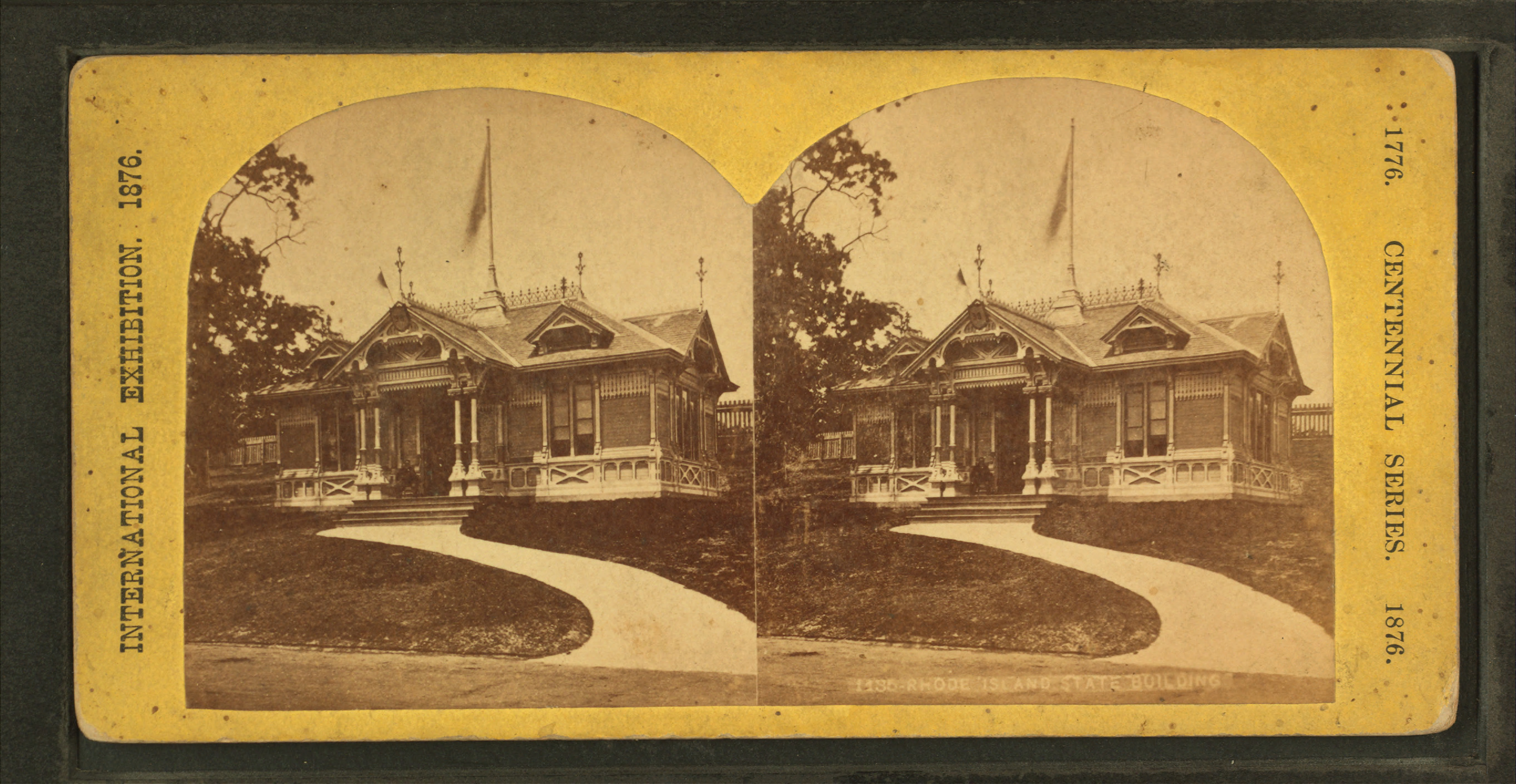
Rhode Island-gebouw
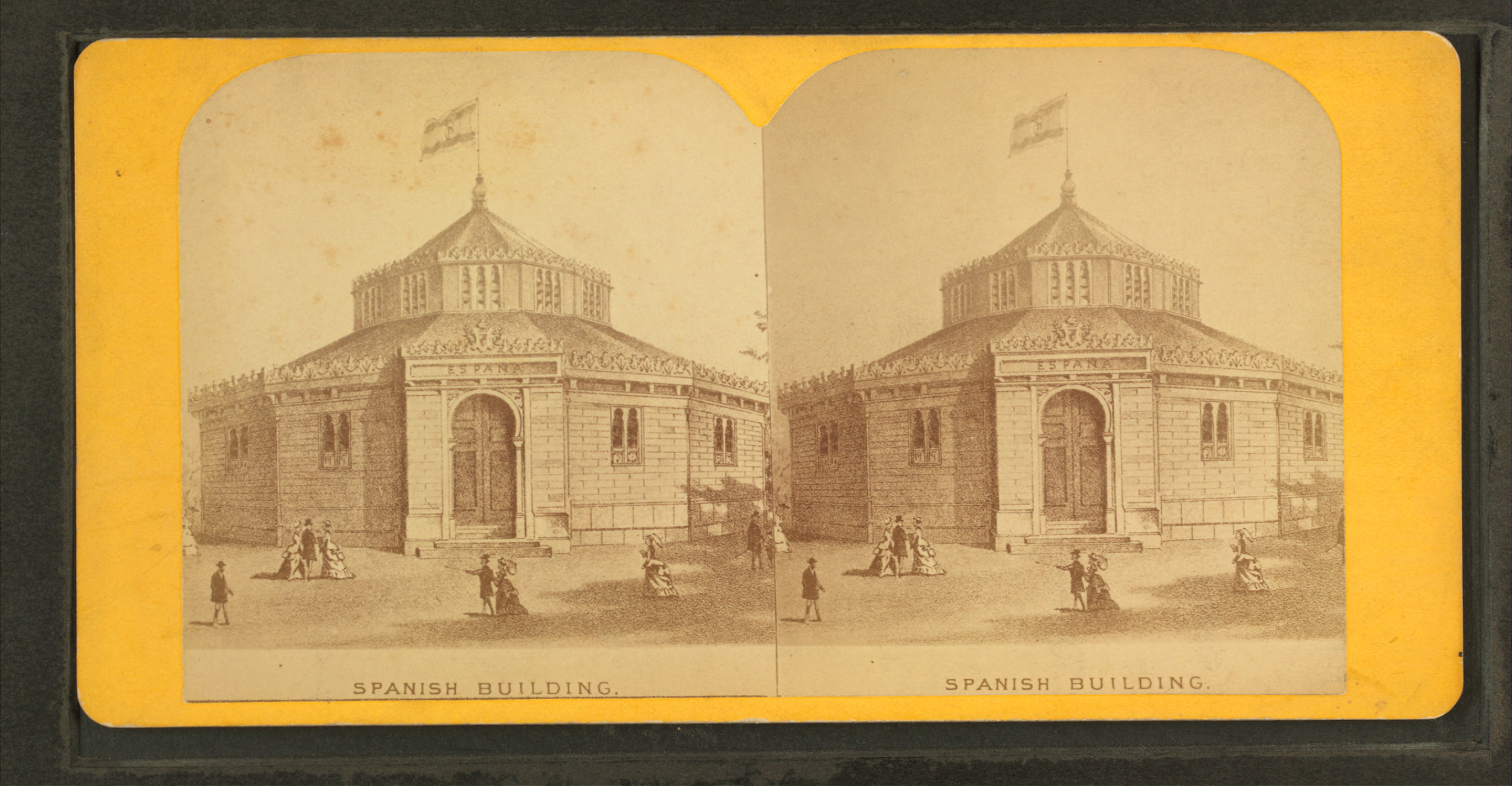
Spaans gebouw
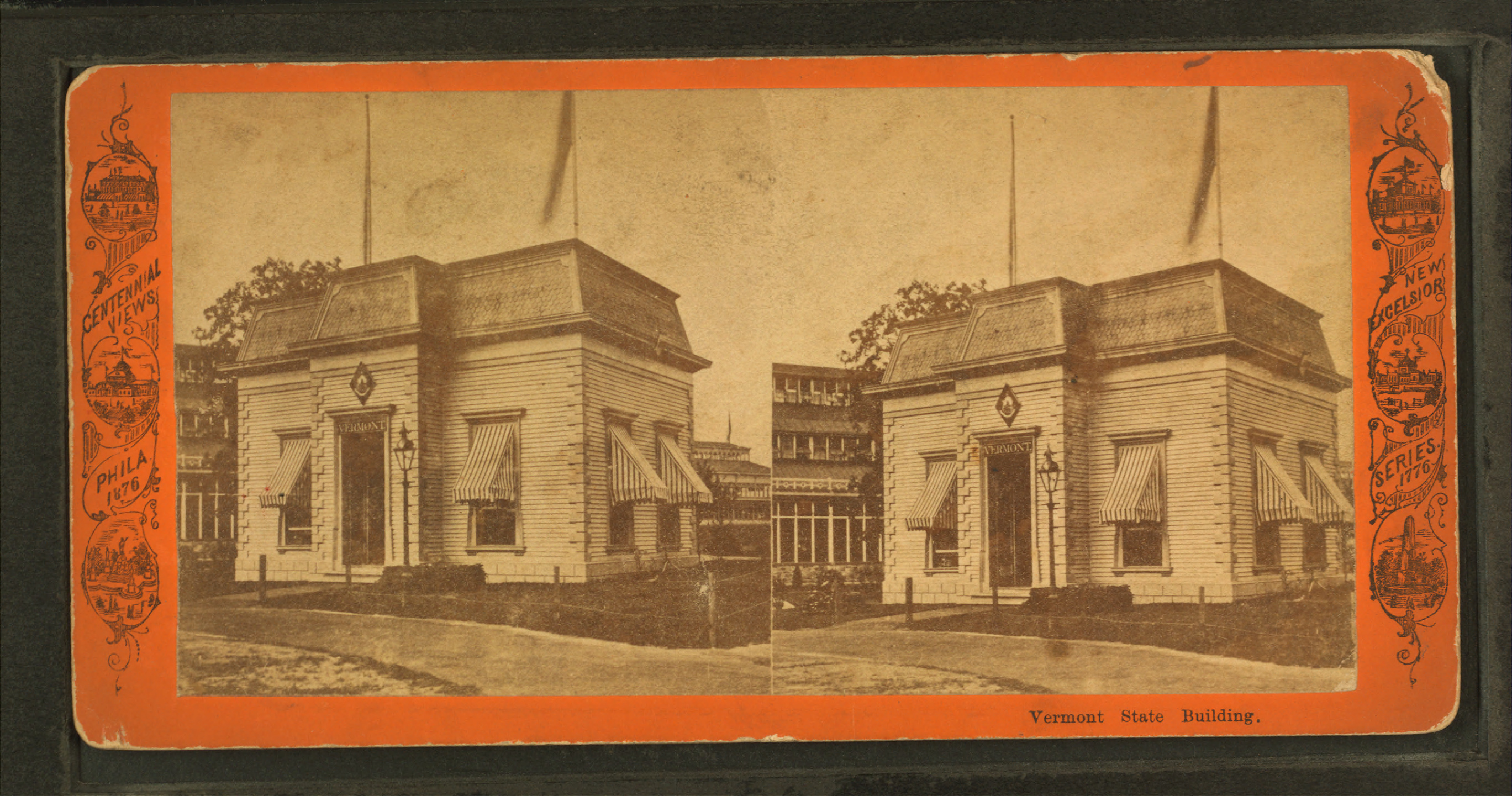
Vermont-gebouw
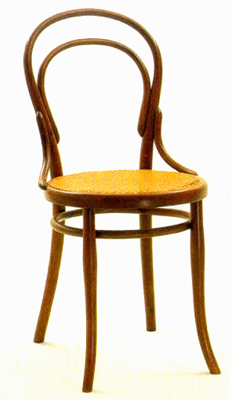
Thonetstoel